# Kahului
Kahului est la census-designated place la plus peuplée de l’île de Maui, dans le comté de Maui, à Hawaï, aux États-Unis. Selon le recensement de 2000, sa population s’élevait à 20 146 habitants. Elle est desservie par l'aéroport de Kahului.

## Géographie

### Démographie
| Groupe            | Kahului | Hawaï | États-Unis |
| ----------------- | ------- | ----- | ---------- |
| Asiatiques        | 53,1    | 38,6  | 4,8        |
| Métis             | 22,0    | 23,6  | 2,9        |
| Océaniens         | 12,7    | 10,0  | 0,2        |
| Blancs            | 10,0    | 24,7  | 72,4       |
| Autres            | 1,6     | 1,3   | 6,2        |
| Afro-Américains   | 0,4     | 1,6   | 12,6       |
| Amérindiens       | 0,3     | 0,3   | 0,9        |
| Total             | 100     | 100   | 100        |
|                   |         |       |            |
| Latino-Américains | 9,4     | 8,9   | 16,7       |

Selon l'American Community Survey, pour la période 2011-2015, 62,08 % de la population âgée de plus de 5 ans déclare parler l'anglais à la maison, 24,67 % déclare parler une langue polynésienne, 7,94 % le tagalog, 2,09 % l'espagnol, 1,51 % le japonais, 0,76 % le coréen et 0,95 % une autre langue.
| 2000   | 2010   | - | - | - | - |
| ------ | ------ | - | - | - | - |
| 19 235 | 26 337 | - | - | - | - |

### Climat
| Mois                                  | jan.    | fév.    | mars    | avril   | mai     | juin    | jui.    | août    | sep.    | oct.    | nov.    | déc.    | année           |
| ------------------------------------- | ------- | ------- | ------- | ------- | ------- | ------- | ------- | ------- | ------- | ------- | ------- | ------- | --------------- |
| Température minimale moyenne (°C)     | 17,6    | 17,7    | 18,4    | 19,2    | 19,8    | 21,3    | 22,1    | 22,4    | 21,8    | 21,2    | 20,2    | 18,8    | 20,1            |
| Température moyenne (°C)              | 22,7    | 22,8    | 23,3    | 24,2    | 25,1    | 26,3    | 26,9    | 27,3    | 27      | 26,3    | 25,1    | 23,7    | 25,1            |
| Température maximale moyenne (°C)     | 27,9    | 27,9    | 28,3    | 29,2    | 30,3    | 31,3    | 31,8    | 32,2    | 32,2    | 31,5    | 29,9    | 28,5    | 30,1            |
| Record de froid (°C) date du record   | 9 1969  | 10 2009 | 11 2005 | 12 1985 | 13 2012 | 14 1985 | 14 1965 | 16 2019 | 15 2009 | 14 1964 | 13 2017 | 11 1983 | 9 1969          |
| Record de chaleur (°C) date du record | 32 2006 | 32 2016 | 32 1984 | 33 2013 | 36 2019 | 35 2019 | 36 2019 | 36 2015 | 36 2019 | 36 2020 | 36 2020 | 32 2020 | 36 2015 et 2019 |
| Ensoleillement (h)                    | 218,4   | 210,1   | 239,6   | 235,6   | 275,3   | 290,1   | 293,5   | 284,6   | 270,7   | 247     | 211,6   | 213,1   | 2 989,6         |
| Précipitations (mm)                   | 61,5    | 50,8    | 67,1    | 33,5    | 18      | 4,3     | 13,5    | 13,5    | 11,4    | 21,1    | 46      | 71,1    | 411,8           |
| Nombre de jours avec précipitations   | 8,3     | 9       | 10,2    | 8,6     | 6,1     | 4,8     | 7,7     | 7,4     | 5       | 6,5     | 8,9     | 10,1    | 92,6            |
| Humidité relative (%)                 | 77,5    | 74,7    | 74,1    | 72,2    | 71,3    | 69,6    | 70,3    | 69,4    | 70,2    | 73,1    | 74,1    | 76,8    | 72,8            |

| Diagramme climatique                                  |              |              |              |            |             |              |              |              |              |            |              |
| J                                                     | F            | M            | A            | M          | J           | J            | A            | S            | O            | N          | D            |
| 27,917,661,5                                          | 27,917,750,8 | 28,318,467,1 | 29,219,233,5 | 30,319,818 | 31,321,34,3 | 31,822,113,5 | 32,222,413,5 | 32,221,811,4 | 31,521,221,1 | 29,920,246 | 28,518,871,1 |
| Moyennes : • Temp. maxi et mini °C • Précipitation mm |              |              |              |            |             |              |              |              |              |            |              |

## Galerie photographique

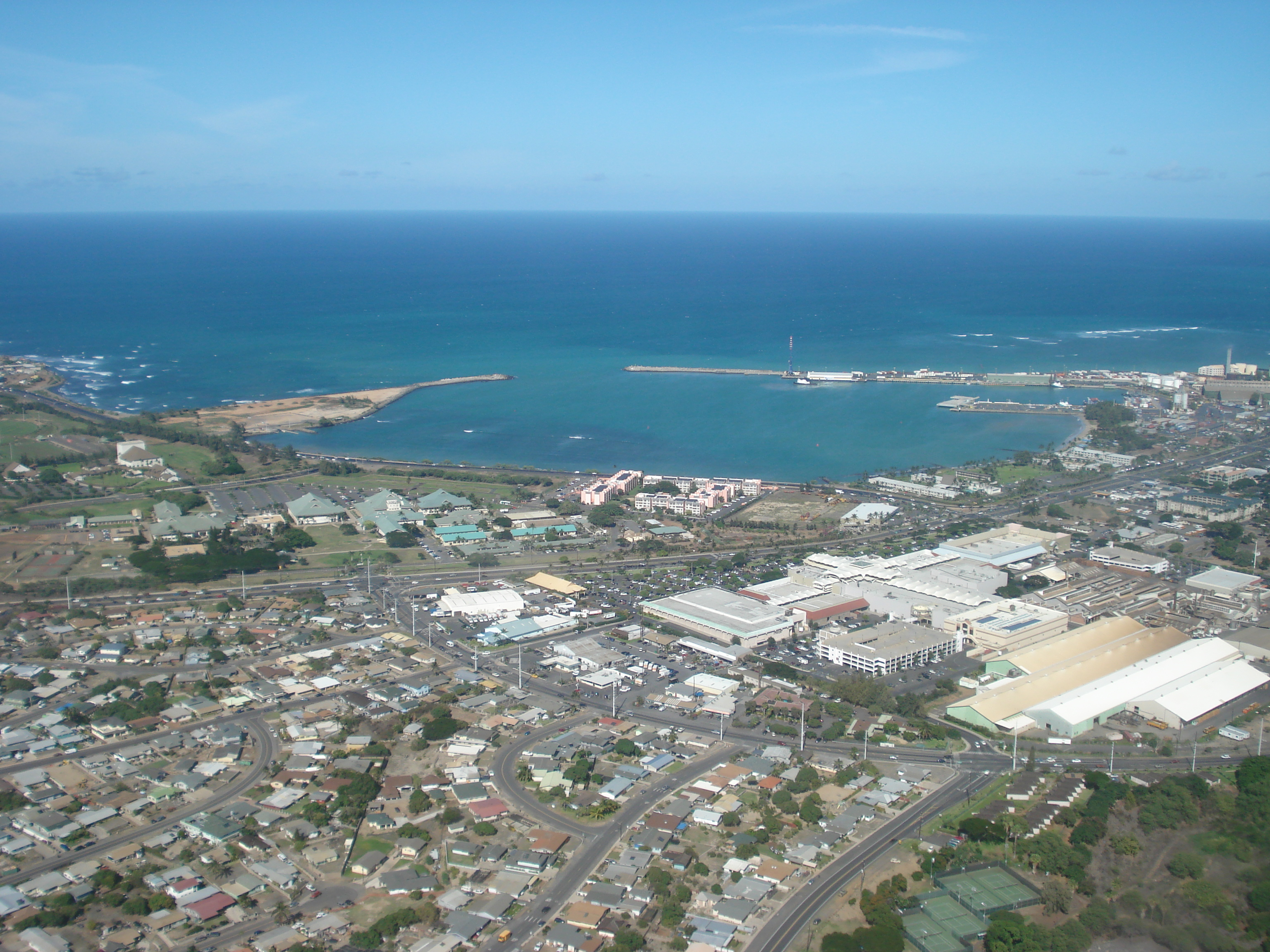
Vue aérienne de Kahului.
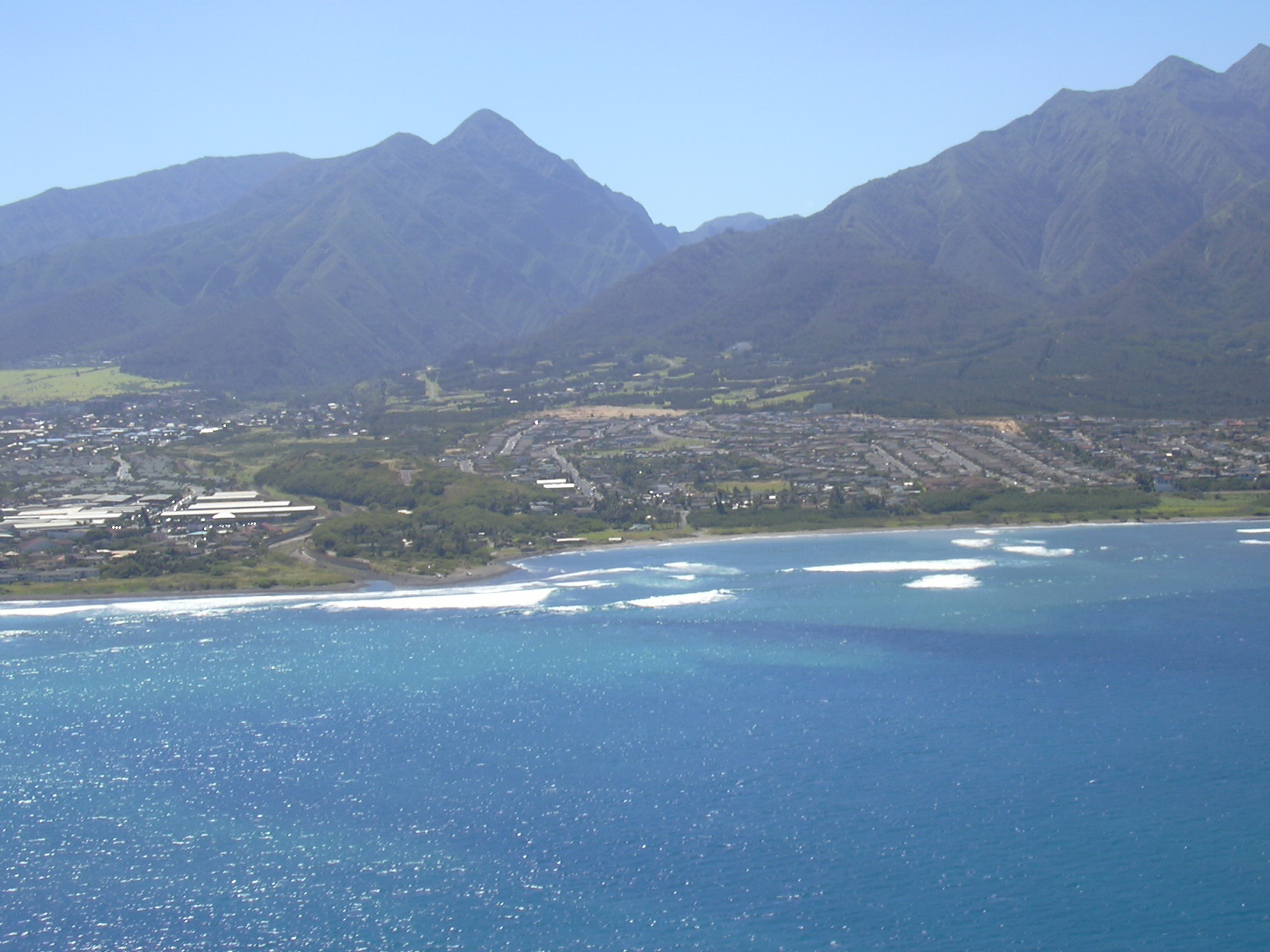
Vue aérienne de Kahului.